# Lomatium geyeri
Lomatium geyeri är en flockblommig växtart som först beskrevs av Sereno Watson, och fick sitt nu gällande namn av John Merle Coulter och Joseph Nelson Rose. Lomatium geyeri ingår i släktet Lomatium och familjen flockblommiga växter. Inga underarter finns listade i Catalogue of Life.